# شهرستان سک (آیووا)
شهرستان سک، آیووا (به انگلیسی: Sac County, Iowa) شهرستانی در ایالات متحده آمریکا است که در آیووا واقع شده‌است.

## خصوصیات
شهرستان سک ۱٬۴۹۷٫۰۲ کیلومترمربع مساحت دارد.